# Ladislav Martinák
Ladislav Martinák (13. července 1923 [uváděno též 13. června 1923] Parkan – 3. listopadu 1986 Bratislava) byl slovenský a československý politik Komunistické strany Slovenska, poslanec Slovenské národní rady a Sněmovny národů Federálního shromáždění a primátor Bratislavy za normalizace.

## Život
Členem komunistické strany byl od roku 1945. Vystudoval inženýrství a navštěvoval stranickou politickou školu v letech 1955–1956. Profesně působil v letech 1947–1950 jako vedoucí pracovního kolektivu v průmyslovém podniku. V období let 1955–1958 zastával post vedoucího tajemníka KSS v jedné z čtvrtí Bratislavy. V letech 1959–1985 se uvádí jako účastník zasedání Ústředního výboru Komunistické strany Slovenska. Zastával i posty v celostátní komunistické straně. XIV. sjezd KSČ ho zvolil za člena Ústředního výboru Komunistické strany Československa. Ve funkci člena ÚV KSČ ho pak potvrdil XV. sjezd KSČ a XVI. sjezd KSČ.
V letech 1969–1986 zastával post primátora Bratislavy.
Po provedení federalizace Československa usedl do Sněmovny národů Federálního shromáždění. Mandát nabyl až dodatečně v květnu 1970. Do federálního parlamentu ho nominovala Slovenská národní rada. ve FS setrval do konce funkčního období, tedy do voleb roku 1971. V Slovenské národní radě se jako poslanec připomíná i ve volebním období 1981–1986.